# 摺上川ダム
摺上川ダム（すりかみがわダム）は、福島県福島市飯坂町茂庭、一級河川・阿武隈川水系摺上川に建設されたダムである。
国土交通省東北地方整備局が管理する国土交通省直轄ダムで、摺上川・阿武隈川中下流部の治水と福島市・二本松市など福島県中通り北部地域への利水を目的とした特定多目的ダムであり、白石川の七ヶ宿ダムや大滝根川の三春ダムと共に阿武隈川の治水に資している。東北地方では有数の規模を誇るダムの一つであり、最も新しく完成した大規模ダムでもある。ダムによって形成された人造湖は、一般公募1,000通以上の中から茂庭っ湖（もにわっこ）と命名された。

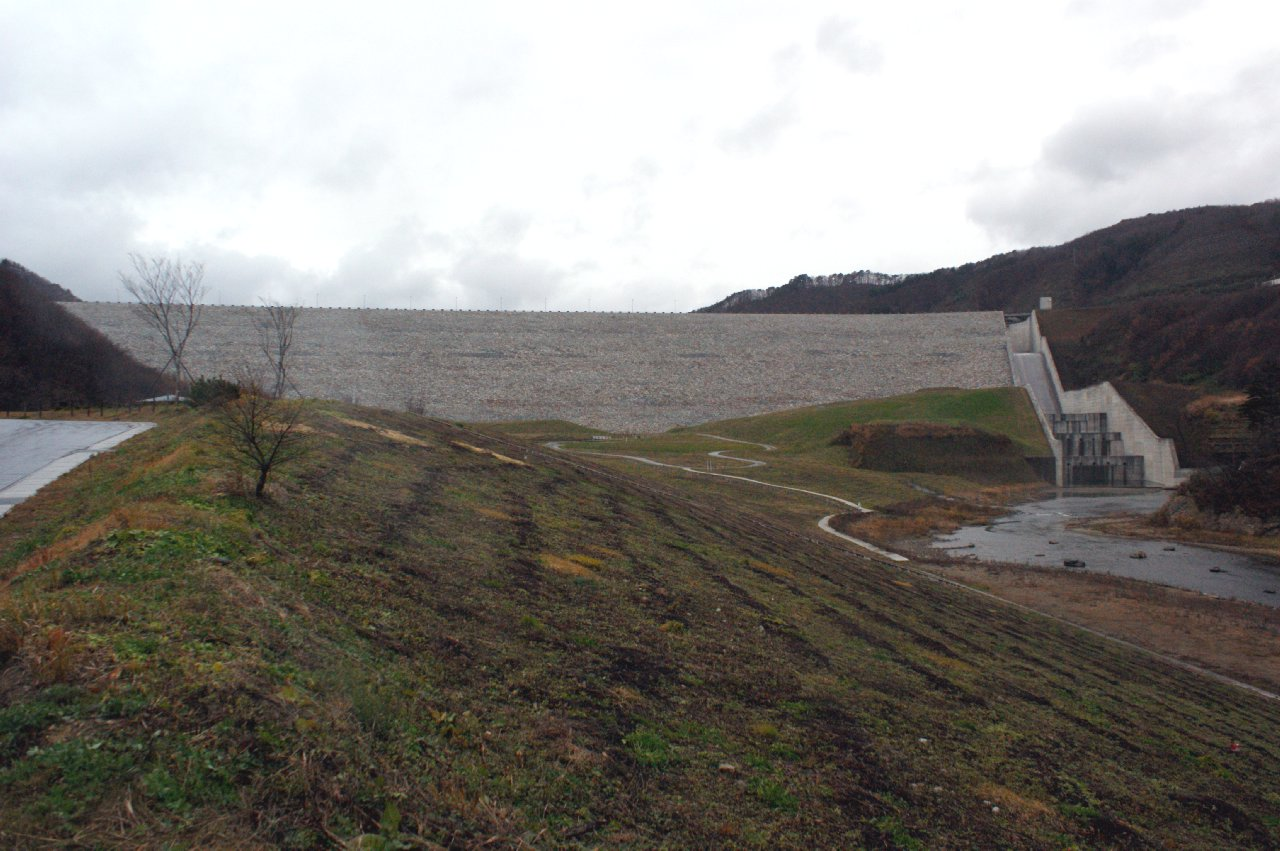
ダム全景
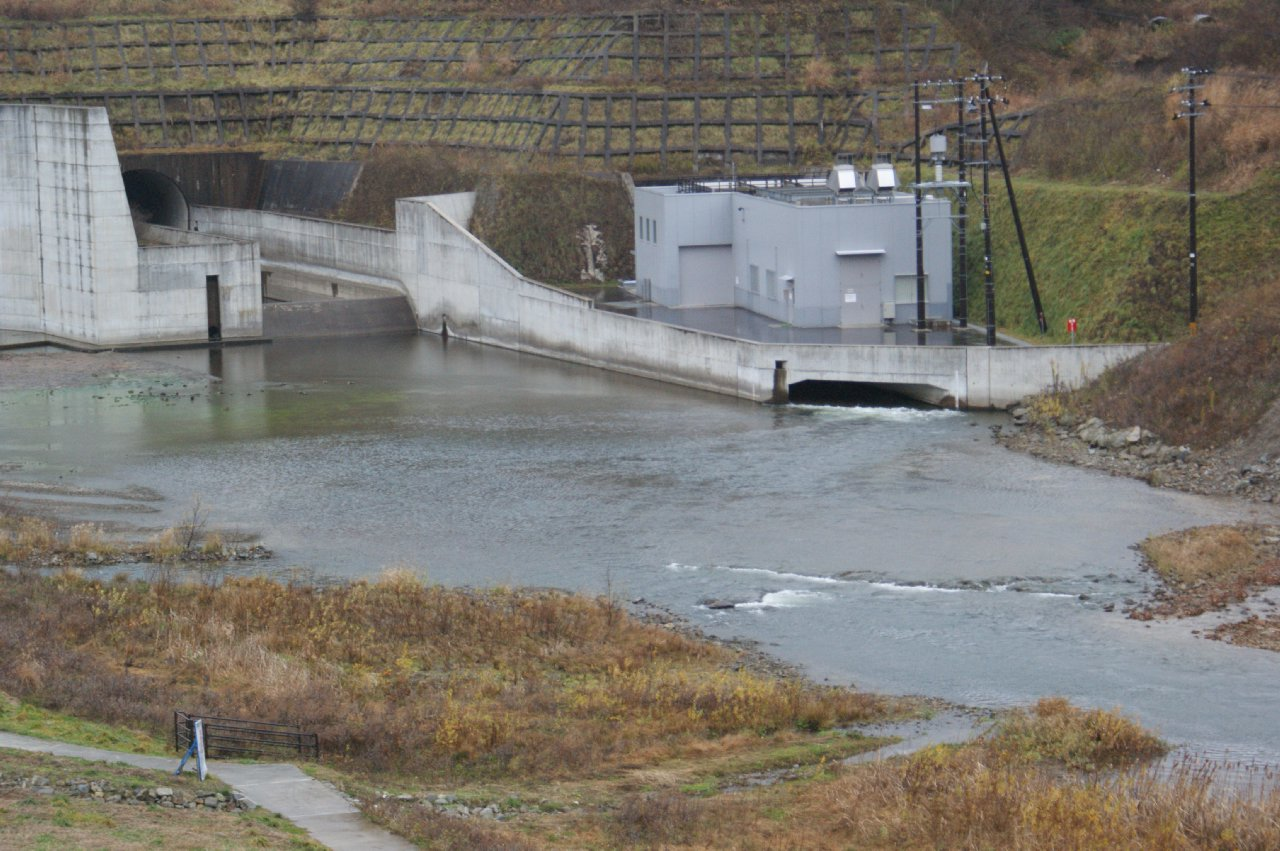
摺上川発電所 （ダム直下）

## 沿革
1966年（昭和41年）から福島市が将来の水需要などを予測し調査した結果、摺上川上流部にダムを作ることが適当とされ、1973年（昭和48年）、国が予備調査を行い、屶振地区をダムサイトとした。
1982年（昭和57年）に実施計画調査を開始し、1992年（平成4年）10月に転流工事開始、1994年（平成6年）12月に本体工事が開発された。そして、2002年（平成14年）7月に堤体盛土が完成し2004年（平成16年）2月19日から試験湛水が開始され2005年（平成17年）4月にサーチャージ水位に達し、9月に完成した。

## 目的

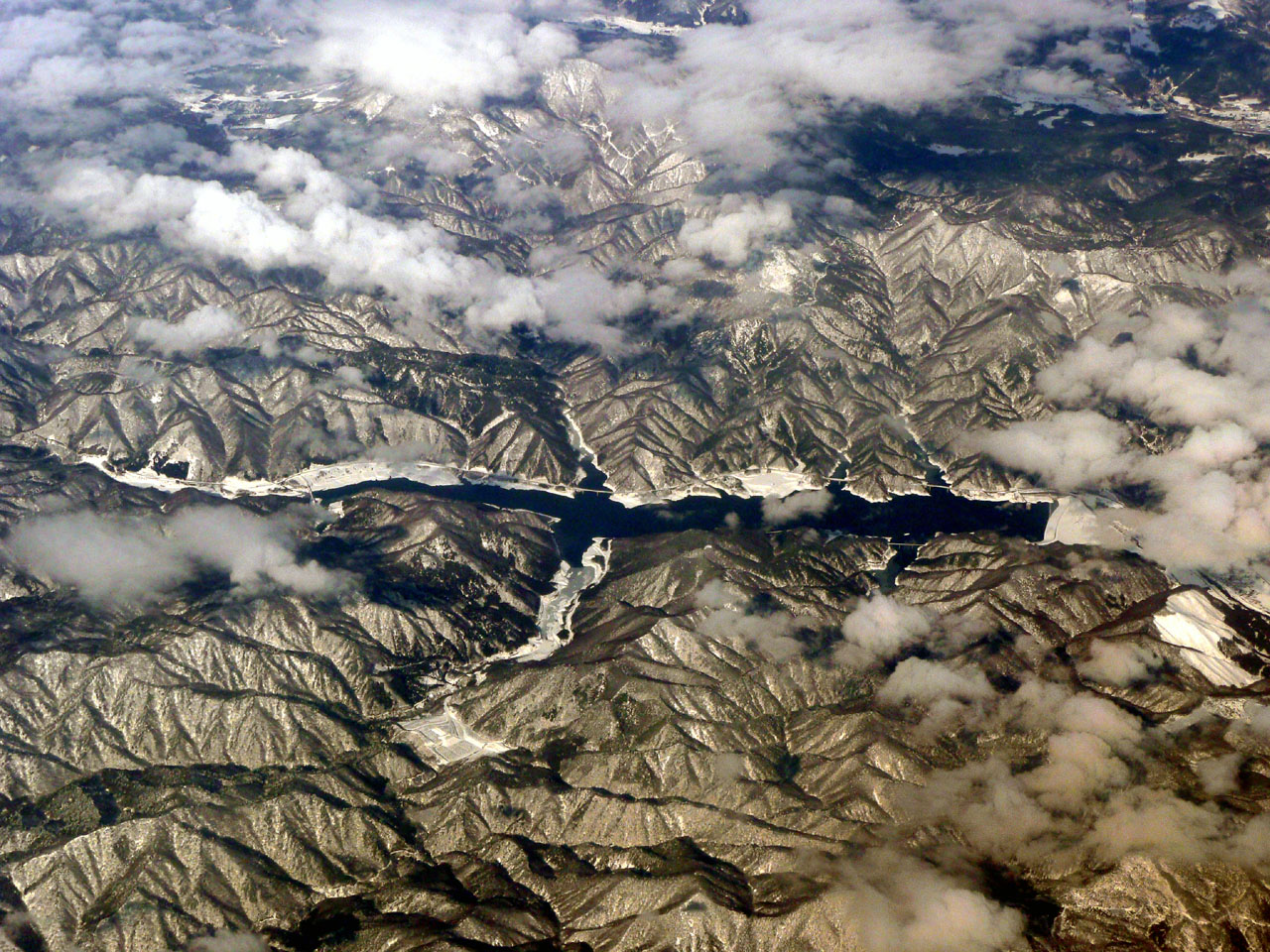
茂庭っ湖空撮

このダムは下流域の福島盆地の他、岩沼市など宮城県内の洪水を防ぐほか、湯野地区などの灌漑用水、福島市や二本松市などの水道水、また、併設された東北電力摺上川発電所による水力発電などに用いられている。
完成後にダム湖の名称が公募され、結果「茂庭っ湖」と名づけられた。ダム湖周辺は公園整備され、緑あふれている。このあたりは人里離れており、とても良質な水を下流に届けている。
水没による付け替え工事のため日本有数の「酷道」として知られる国道399号は、茂庭バイパスとして整備が行われた。